# سریعترین انسان

نمودار تغییر رکورد دو ۱۰۰ متر از ۱۹۱۰ تاکنون

سریعترین انسان دنیا لقبی‌ست که به رکورددار دو ۱۰۰ متر یا قهرمان دو ۱۰۰ متر دنیا تعلق می‌گیرد. 
رکوردار فعلی این ماده و قهرمان المپیک یوسین بولت جامائیکایی با رکورد ۹٫۵۸ ثانیه‌ است که آن را در مسابقات جهانی برلین ۲۰۰۹ به‌جا گذاشت. 
تعیین دقیق حداکثر سرعت دوندگانِ دوهای سرعت با تجهیزات امروزی ممکن نیست. در مطالعه‌ای که بر روی مسابقهٔ دنوان بیلی، قهرمان المپیک آتلانتا با درصد خطای ۵ کیلومتر در "ساعت" صورت گرفت، مشخص شد که او به حداکثر سرعت ۴۷٫۵ کیلومتر بر ساعت رسیده بود! این رقم برای بن جانسون، دیگر دوندهٔ کانادایی در المپیک ۱۹۸۸ ۴۲ کیلومتر بر ساعت بود.